# Eutolmus mediocris
Eutolmus mediocris är en tvåvingeart som beskrevs av Becker 1923. Eutolmus mediocris ingår i släktet Eutolmus och familjen rovflugor. Inga underarter finns listade i Catalogue of Life.